# GWファーマシューティカルズ
GWファーマシューティカルズ (GW Pharmaceuticals) は、イギリスのバイオ医薬品企業で、多発性硬化症の治療薬ナビキシモルス（商品名サティベックス）で知られる。サティベックスは、天然の大麻に由来する製品としては世界で初めて承認されたものである。別の大麻由来の製品、エピディオレックスはてんかんの治療薬として2015年に第III相臨床試験が開始され、アメリカで2018年に承認された。2019年には欧州でも承認。2021年よりジャズ・ファーマシューティカルズの子会社。

## 歴史
医師のジェフリー・ガイとブライアン・ウィットルが、1998年にGWファーマシューティカルを創設した。その年、イギリス内務省と医薬品・医療製品規制庁 (MHRA) から、GWファーマシューティカルが医療大麻の科学的研究を実施するために種やクローンからアサを栽培できる許可を得た。
2021年にGWファーマシューティカルズは、アイルランドのジャズ・ファーマシューティカルズに72億ドルで買収された。

## 製品

### サティベックス
ナビキシモルス（商品名サティベックス）は、大麻の抽出物の生薬で、口腔投与にて用いられる。2010年にイギリスで承認され、多発性硬化症の患者が、神経因性疼痛、痙縮、過活動膀胱などの症状を緩和するための治療薬である。2016年末には30か国で使われている。
2011年にはバイエルと提携し、2012年より年間100万トンの医療大麻を生産するとしている。

### エピディオレックス
2015年には、GWファーマシューティカルは、子供の希少疾患であるドラベ症候群とレノックス・ガストー症候群の治療のための、大麻由来成分カンナビジオールの製品の治験第III相試験を開始した。結果は2017年に論文となっており、臨床試験の結果を受けて2018年に承認される予定とされていた。2018年6月エピディオレックスはアメリカで医薬品として承認された。続いて、欧州では2019年9月にドラベ症候群とレノックス・ガストー症候群に対して医薬品として承認された。
日本では2019年に臨床試験という位置づけでの使用が許可され、同年4月には聖マリアンナ医科大学が治験の申請準備を開始した。
2024年4月26日、厚生労働省の専門部会が、エピディオレックスの希少疾病用医薬品への指定を了承した。国内で大麻草由来の医薬品が指定されるのは初めて。